# Troldkarlen
|  | Denne artikel er oprettet af botten PalnaBot ud fra en ekstern database. Den kan derfor have sproglige fejl eller mangler. Denne skabelon kan fjernes efter kontrol af indholdet. |

Troldkarlen (originaltitel Trollkarlen) er en dansk/svensk film instrueret af Anders Østergaard.

## Handling
Den legendariske svenske jazzpianist Jan Johansson søgte altid nye grænser i musikken. Med sine kompositioner og sin helt personlige udtryksform, indtager han en særstilling i svensk musik. Allerede tidligt i karrieren spillede han sammen med nogle af verdens bedste jazzmusikere. Senere gik han sine egne veje, og ikke mindst hans nyfortolkninger af svenske folkemelodier vandt genklang hos et bredt publikum. Jan Johansson omkom ved en bilulykke i 1968, kun 37 år gammel. Denne dokumentarfilm tegner et portræt af den sky musikers liv og vidtspændende musikalske univers og rummer blandt andet arkivmateriale fra Johanssons barndom og de mange koncerter i Jazzhus Montmartre, samt aktuelle interviews med venner og kolleger.